# ジョン・ダイクストラ
ジョン・チャールズ・ダイクストラ（John Charles Dykstra, 1947年6月3日 - ）はアメリカの特撮マン（SFXスーパーバイザー）であり、映画製作におけるCG（コンピュータグラフィックス）の使用を発展させた先駆者である。カリフォルニア州ロングビーチ出身。

## 来歴
インダストリアルデザインを学んだ後、映画『サイレント・ランニング』の模型製作をダグラス・トランブルとともに行った。映画『スター・ウォーズ』製作に向けて特撮スタッフを探していたジョージ・ルーカスは、ダグラス・トランブルを誘ったが、トランブルはダイクストラをルーカスに紹介した。ダイクストラはILMにおいてDykstraflex（コンピュータによるモーション・コントロールカメラのシステム）の開発の中心的な役割を果たした。これは数々の映画においてSFXの助けとなった。このシステムは、比較的低コストによって実現された。というのも、中古のビスタビジョンのカメラと、既製品のマイクロプロセッサーによって可能だったからである。
しかしながら、ジョージ・ルーカスは後に「このカメラ・システムの開発に多くの費用が費やされすぎた」「SFXチームは自分が望んだ全ショットを完成させなかった」と不満を言い、ルーカスとダイクストラの間には緊張が走った。しかし『スター・ウォーズ』が公開され、ダイクストラはアカデミー賞視覚効果賞及びアカデミー特別業績賞（視覚効果）を受賞し、地位を確立した。
ダイクストラはその後アポジー社(Apogee, Inc.)を設立し、テレビドラマシリーズ『宇宙空母ギャラクチカ』（1978年 - 1979年）の特撮を担当した。同作品を製作したユニバーサル映画とジョージ・ルーカスが法的紛争に突入したため、ダイクストラは20世紀フォックス映画『スター・ウォーズ/帝国の逆襲』の製作に誘われなかった。代わりに、ダイクストラは映画版『スタートレック』の特撮をトランブルと共同で担当することとなり、82年には『ファイヤーフォックス』にも参加している。しかし80年代中盤の『スペースバンパイア』、『スペースボール』、『花嫁はエイリアン』などの映画に携わるものの大規模な視覚効果製作には恵まれず、90年代にはアポジー社も解散してしまう。『バットマン フォーエヴァー』、『バットマン & ロビン Mr.フリーズの逆襲』の視覚効果監修の後『スチュアート・リトル』がきっかけでソニー・ピクチャーズ・イメージワークスに入り、アカデミー視覚効果賞ノミネートという業績をあげた。ソニーでの次作『スパイダーマン』、『スパイダーマン2』の両作品でVFXデザイナーを務め、『スパイダーマン2』において彼の功績が認められ、再びアカデミー賞でアカデミー特別業績賞（視覚効果）を受賞した。

## 主なフィルモグラフィ

### 映画
- サイレント・ランニング Silent Running (1972)
- スター・ウォーズ Star Wars (1977)
- アバランチエクスプレス Avalanche Express (1979)
- スタートレック Star Trek: The Motion Picture (1979)
- ファイヤーフォックス Firefox (1982)
- スペースバンパイア Lifeforce (1985)
- バットマン フォーエヴァー Batman Forever (1995)
- バットマン & ロビン Mr.フリーズの逆襲 Batman Forever  (1997)
- スチュアート・リトル Stuart Little (1999)
- スパイダーマン Spider-Man (2002)
- スパイダーマン2 Spider-Man 2 (2004)
- ハンコック Hancock (2008)
- イングロリアス・バスターズ Inglourious Basterds (2009)
- X-MEN:ファースト・ジェネレーション X-Men: First Class (2011)
- ジャンゴ 繋がれざる者 Django Unchained (2012)
- GODZILLA ゴジラ Godzilla (2014)
- セブンス・サン Seventh Son (2014)
- ヘイトフル・エイト The Hateful Eight (2015)
- X-MEN:アポカリプス X-Men: Apocalypse (2016)

このほか、アポジー社が視覚効果を手掛けた『ネバーセイ・ネバーアゲイン』(1983)、『グレムリン2 新・種・誕・生』(1990)、ILMと映像製作を分担した『スペースボール』(1987)、『ゴーストバスターズ2』(1989)、『ダイ・ハード2』(1990)などがある。

### ゲーム
- スーワーシャーク Sewer Shark (1992 SEGA CD、3DO)

### CM
- 日産・スカイライン（R32型、1989年）

## 受賞とノミネート
| 賞               | 年   | 部門           | 作品名               | 結果       |
| ---------------- | ---- | -------------- | -------------------- | ---------- |
| アカデミー賞     | 1977 | 視覚効果賞     | スター・ウォーズ     | 受賞       |
| アカデミー賞     | 1979 | 視覚効果賞     | スタートレック       | ノミネート |
| アカデミー賞     | 1999 | 視覚効果賞     | スチュアート・リトル | ノミネート |
| アカデミー賞     | 2002 | 視覚効果賞     | スパイダーマン       | ノミネート |
| アカデミー賞     | 2004 | 視覚効果賞     | スパイダーマン2      | 受賞       |
| 英国アカデミー賞 | 2002 | 特殊視覚効果賞 | スパイダーマン       | ノミネート |
| 英国アカデミー賞 | 2004 | 特殊視覚効果賞 | スパイダーマン2      | ノミネート |